# Gerhard Grüneberg
Pour les articles homonymes, voir Grüneberg.
Gerhard Grüneberg (29 août 1921, Lehnin - 10 avril 1981, Berlin), est un homme politique est-allemand. Secrétaire du Comité central du parti dirigeant SED, il a façonné la politique agricole de la RDA dans les années 1960 et 1970. Ses actions ont plongé l'agriculture du pays dans une profonde crise de production.

## Biographie
Il fait un apprentissage de maçon de 1936 à 1939, profession qu'il exerce jusqu'en 1941. Jusqu'en 1945, il est soldat dans la Wehrmacht et est fait prisonnier par les Anglais. Jusqu'à la fin de 1945, il est maçon à Oldenbourg.
En 1946, il s'installe dans la zone d'occupation soviétique et rejoint le SED. Il fréquente l'école du parti du district de Niederbarnim et l'école du parti de l'État à Schmerwitz près de Wiesenburg / Mark et est actif ensuite dans diverses directions de district du parti. De 1952 à 1958, il suit des cours à distance à la Parteihochschule Karl Marx et obtient un diplôme de sociologie marxiste.
Depuis 1958, Grüneberg est député à la Chambre du peuple. La même année, il est élu secrétaire au Comité central. En 1966, il entre au Politburo du SED. De 1960 à 1981, il est secrétaire à l'agriculture. Il joue un rôle déterminant dans la mise en œuvre de l'industrialisation de l'agriculture dans de grandes exploitations, séparées en production végétale et animale. En conséquence, « l'approvisionnement en nourriture s'est détérioré [...] drastiquement. Selon Norbert F. Pötzl (de), l'agriculture de la RDA n'a été sauvée de l'effondrement total que par la mort de Grüneberg en avril 1981
En 1962 et 1963, il est membre du Présidium du Conseil des ministres, à partir de 1963 du Conseil de l'agriculture et de l'industrie alimentaire et à partir de 1966 du Présidium du Conseil de la recherche de la RDA.
Il est inhumé au cimetière central de Friedrichsfelde.

## Distinctions
- 1959 : Ordre patriotique du Mérite (VVO) en argent [2]
- 1964 : VVO en or[3]
- 1971 : Médaille d'or pour le VVO[4]
- 1979 : Ordre de Karl-Marx[5]

## Sources
- (de) Michael Heinz, Gerhard Grüneberg und Georg Ewald – ein ungleiches Führungspaar der SED-Agrarpolitik. In: Detlev Brunner, Mario Niemann (Hrsg.): Die DDR – eine deutsche Geschichte. Wirkung und Wahrnehmung. Schöningh, Paderborn 2011,  (ISBN 978-3506771957), pp. 219–238.
- Siegfried Kuntsche, Helmut Müller-Enbergs, Grüneberg, Gerhard. In: Wer war wer in der DDR? 5. Ausgabe. Band 1. Ch. Links, Berlin 2010,  (ISBN 978-3-86153-561-4) .